# Dante 01
A Dante 01 2008-as francia sci-fi film Marc Caro rendezésében. Carónak ez az első önálló rendezése, korábban mindig Jean-Pierre Jeunet rendezővel dolgozott együtt.
Magyarországon nem mutatták be a mozik, DVD-n 2009. április 21-én jelent meg.

## Cselekménye
|  | Alább a cselekmény részletei következnek! |

Az űr mélyén, egy erős vulkáni tevékenység miatt lakhatatlan bolygó körül kering a Dante 01 tudományos űrállomás, ami börtönként funkcionál. Mindössze hat elítélt, két tudós és két biztonsági ember tevékenykedik rajta. Az elítéltek olyan súlyos bűnöket követtek el, hogy választhattak a halálbüntetés vagy az űrállomás között.
Egyik nap egy új tudós érkezik, Elisa, egy ázsiai nő. Az ugyanakkor érkező elítéltnek ismeretlen az azonossága, mivel az űrben egy hajóroncson találták. Nehezen tájékozódik, beszélni nem tud. Gyakran maga elé mered, ekkor színes vonalak ugrálnak a szeme előtt. Bár úgy tűnik, tudatában van a környezetének, nem szólal meg, és semmi jelét nem adja annak, hogy kommunikálni szeretne. Ennek ellenére bemutatkozik a többi elítélt: César, az általuk választott vezető, jobbkeze, Lázár, a nagy testű Moloch, a világtól elvonult Buddha (aki az újonnan jötteket meg akarja szabadítani a rájuk váró szenvedésektől úgy, hogy megfojtja őket), Raszputyin, aki hisz az Isten felé tett bűnbánatban (ő az egyetlen, aki az újonnan érkezett mellé áll, mert úgy gondolja, hogy ő Szent György, aki legyőzte a sárkányt), és Attila, a számítógépes hacker.
Raszputyin szerint az újonnan jöttet Isten küldte, hogy megmentse őket. „A sárkányölő Szent György” név azért is illik rá, mert később látható, hogy a vállán egy ilyen tetoválást visel.
Elisa, és az állomás tudományos vezetőnője, Perséphone vitába keverednek azon, hogy alkalmazzák-e az Elisa által magával hozott legújabb, kipróbálatlan technológiát a rabok DNS-ének megjavítására, ami nanotechnológiát alkalmaz, szemben a Perséphone által előnyben részesített, hagyományos technikákkal szemben (mint amilyen például a rabok rendelkezésére bocsátott beszélő szobában elhangzottak hangbeli rögzítése).
Az állomás irányítója, Charon titokban videokapcsolatban áll az egyik rabbal, Attilával, és megbízza azzal, hogy törjön be Elisa rendszerébe, és a fájljaiból derítse ki, hogy miért érkezett valójában. Attila megdöbbenésére a nő fel van hatalmazva a teljes állomány megölésére, ha azt a kísérletei elvégzése miatt szükségesnek tartja.
Buddha az új rab megérkezésekor, mivel látja annak szenvedéseit, felajánlja, hogy megöli, és fojtogatni kezdi a magatehetetlen embert. A többi rab beavatkozik, és az őrök is észreveszik ezt, kábító gázzal kiütik a rabokat, és kiviszik magukkal Buddhát a kísérletek színhelyére. Buddha lesz az első, akin kipróbálják a nanotechnológia működését. Beinjekciózzák, majd még öntudatlan állapotban visszaviszik a rabok körletébe.
Buddha alig elviselhető szenvedése, amikor a nanorobotok a DNS-éhez kapcsolódnak, arra ösztönzi Györgyöt, hogy közbelépjen, és enyhítse a szenvedést. György szemével látva egy lüktető, fényes, polip alakú valami van a férfi mellkasában, amit György a kezeivel magával húz, és „felfalja”. A többiek nem látják a láthatatlan lényt. Buddha azonban megszabadul a szenvedéseitől.
Moloch nekitámad Györgynek, és megpróbálja megölni egy késsel, azonban Raszputyin közbeavatkozik, és a küzdelem során véletlenül Moloch torkához kerül a kés, aki hevesen vérezve a földre esik. Újból kábító gáz áramlik a helyiségbe, amitől mindannyian rövid időn belül elkábulnak. Előtte azonban György még Moloch segítségére siet, és belőle is kihúzza a lüktető energialényt. Az őrök, amikor ki akarják vinni a holttestet, meglepve tapasztalják, hogy Moloch nyakán nincs sérülés, pedig mindannyian látták elvérezni. Kifelé menet beinjekciózzák Césart a nanotechnológiával, ahogy Buddhával is tették korábban, majd távoznak.
Perséphone feltételezését, hogy György talán valami csodatévő, Elisa gúnyosan fogadja.
César veszélyben érzi a hatalmát, ezért megbízza Moloch-ot és Lázárt, hogy végezzenek Györggyel. Mindketten elindulnak, Moloch azonban közli, hogy ő nem hajlandó megölni a férfit, akit Raszputyin a „beszélő szobába” vitt, hogy ott vugyázzon rá. Raszputyin azonban nem tudja megvédeni Lázár ellen, aki több, gyors gyomortájéki késszúrással megöli Györgyöt, aki heves fájdalmak között meghal.
Eközben Charon megtudja Attilától, hogy az lezárta a fő számítógépes rendszert, hogy az elkerülhetetlen végzet felé irányítsa az űrállomást. Számításai szerint az állomás rövid időn belül a földfelszínbe csapódik, ahol természetesen mindannyian meghalnak. A folyamatot nem lehet leállítani, mivel a rendszer megtagadja a belépést Charon számára.
Mialatt a tudósok György holttestén méréseket végeznek, Perséphone kifejezi kétségeit Elisa módszerei iránt, ezért a nő leváltja a tudományos vezetőt és önhatalmúlag átveszi a helyét. Erre az őt kiküldő társaság hatalmazta fel, amit Charon is megerősít.
Perséphone távozása után György hirtelen magához tér, és elkapja Elisát, majd túszként magával vonszolva visszatér a rabok lakrészébe, és előtte elengedi a nőt.
Césarnak ekkor a többiekhez hasonlóan nagy fájdalmai vannak a nanorobotok működése miatt, ezért György őt is meggyógyítja.
Attila megjelenik és bejelenti tervét az állomás és a benne lévők elpusztítására. A többiek igyekszenek erről lebeszélni, de a folyamat már elindult. György megpróbálja kezelni Attilát is, de az kiszabadul és elmenekül. Nem sokkal később megtalálják egy helyiségben, ahol felakasztotta magát. Ezzel világossá válik számukra, hogy az állomás megállíthatatlanul a bolygóba fog csapódni és mindannyian elpusztulnak.
Ekkor azonban az állomás személyzete is akcióba lép, és behatolva a rabok helyiségébe együttműködést kérnek tőlük, mivel a rendszert le lehet állítani egy folyosó végén, ami a rabok lakrészéből megközelíthető a hűtőfolyosón keresztül. Abban azonban tűzforró folyadék áramlik.
Mivel itt Charon, Perséphone és a biztonságiak is jelen vannak, Elisa egyedül marad a vezérlőteremben.
Mialatt az állomás lakói megpróbálják közös erőfeszítéssel felnyitni az igen súlyos lejárófedelet, kábító gáz árasztja el a helyiséget és öntudatlanul esnek össze. A gázt csak Elisa indíthatta el, aki nemsokára megjelenik gázmaszkot viselve. Elisa a menekülőkabinhoz akar eljutni, azonban váratlanul Lázár kapja el, aki hosszabb ideig visszatartotta a lélegzetét, ezért nem ájult el, mint a többiek. Elisát túszként fogva arra kényszeríti, hogy vigye magával a két évig tartó hazafelé útra.
Ahogy felébrednek az ájulásból, az egyik műszaki megállapítja, hogy valaki (valószínűleg Attila) kiiktatta a menekülőkabin vezérlését, ezért az irányíthatatlanul a bolygó tüzes felszíne felé zuhan, és már látszik, ahogy felizzik a légkörben.
A lejáratot felnyitva a szmük elé tárul, hogy abban már szinte forrásig hevült folyadék áramlik. Mivel a hely szűk, César felajánlja, hogy ő fog menni, hogy végrehajtsa a szükséges műveletet a rendszer újraindítására (és az állomás ezzel megmenekül a lezuhanástól).
Ezért Césart közösen vastagon szigetelőszalagokkal tekerik körbe, védőszemüveget és kesztyűt adnak rá, ruházatát hideg vízzel locsolják le. Elindulása után azonban kiderül, hogy ezek nem védik meg eléggé, így César, bár ki tud mászni a folyadékból, nagy kínok közepette meghal az égési sérülések miatt, mielőtt egy kóddal visszaindítaná a rendszert.
Bár César halála hiábavalónak tűnik, György rájön a megoldásra: űrruhában elhagyja az űrállomást és bár nem tudja azt fenntartani, furcsa és megmagyarázatlan energiáinál fogva (amik most látható módon kiáramlanak a testéből), terraformálja, vagyis lakhatóvá alakítja az alattuk lévő halott bolygót.
|  | Itt a vége a cselekmény részletezésének! |

## Szereposztás
- Lambert Wilson: ismeretlen személy / Szent György
- Linh Dan Pham: Elisa
- Dominique Pinon: César
- Yann Collette: Attila
- Bruno Lochet: Buddha
- François Levantal: Lázár
- Simona Maicanescu: Perséphone
- Gérald Laroche: Charon
- François Hadji-Lazaro: Moloch
- Lotfi Yahya Jedidi: Raszputyin
- Dominique Bettenfeld: BR (biztonsági őr)
- Antonin Maurel: CR (biztonsági őr)

## Fogadtatása
Az Imdb szavazói 5/10-re értékelték a filmet. A Rotten Tomatoes kritikusai szerint 33%-os (6 szavazat).

## Fordítás
Ez a szócikk részben vagy egészben  a   Dante 01 című angol Wikipédia-szócikk fordításán alapul.  Az eredeti cikk szerkesztőit annak laptörténete sorolja fel. Ez a jelzés csupán a megfogalmazás eredetét és a szerzői jogokat jelzi, nem szolgál a cikkben szereplő információk forrásmegjelöléseként.
Ez a szócikk részben vagy egészben  a   Dante 01 című német Wikipédia-szócikk fordításán alapul.  Az eredeti cikk szerkesztőit annak laptörténete sorolja fel. Ez a jelzés csupán a megfogalmazás eredetét és a szerzői jogokat jelzi, nem szolgál a cikkben szereplő információk forrásmegjelöléseként.